# Saolin leszámolás
A Saolin leszámolás (eredeti cím: Xiaolin Showdown) amerikai animációs tévéfilmsorozat, amelyet Christy Hui alkotott, a Warner Bros. Animation rendezésében. A sorozatot Magyarországon, és Amerikában egyaránt a rajzfilmekre szakosodott Cartoon Network televíziócsatorna sugározza. 2014-ben a Saolin krónikák névvel készült el egy spin-off sorozata.

## Bevezető
A történet 4 ifjú Shaolin sárkányról szól: Omiról, Kimiko-ról, Raimundoról és Clay-ről, akiknek misztikus tanulmányaik közben meg kell szerezni a mágikus Shen Gong Wu-kat. Ezekre az értékes tárgyakra azonban még másoknak is fáj a foga, ők a gonosz Heylinek. Jack Spicer, a „gonosz zsenikölyök” és Wuya, a szellembanya. A második évadtól új gonoszok is megjelennek; Chase Young, a harmadikban pedig Babszem Hannibal.

## Szereplők
- Kimiko Tohomiko: A „Tűz sárkánya”. Ő az egyetlen lány a csapatban. Kimiko egy gazdag, bátor és tüzes természetű lány. Tokióban született és nőtt fel, kivételesen gazdag családi háttérrel rendelkezik. Kimiko valódi értékei harc közben mutatkoznak meg. A lány az őselemek közül a Tüzet uralja.
- Raimundo Pedrosa: A „Szél sárkánya”. Egy brazil srác, Rio de Janeiróból. A fiú első felbukkanásakor nem igazán szimpatikus, ugyanis ki nem állhatja Omit, és van benne némi erőszakos hajlam is. Sokkal jobban foglalkoztatja szobája kinézete, minthogy megtalálja a hiányzó Shen Gong Wu-kat. Rai azonban segítőkész a harcban, és bármit megtesz, hogy fenéken billenthesse a gonoszt. Az utolsó részben minden várakozás ellenére ő lesz a sárkányok vezetője. Raimundo az őselemek közül a Szelet uralja.
- Clay Bailey: A „Föld sárkánya”, Egy texasi cowboy. Hűségesebb Omihoz, mint a csapat többi tagja. A csatákban cowboyhoz méltóan harcol, és lépésről lépésre megtanítja Ominak, hogyan kell alaposan ellátni a rosszfiúk baját. A harc mellett fontos számára a nők védelmezése és mindennemű étkezés. Csata közben egyenesen kizökkenthetetlen. Soha nem sietős a dolga egészen addig, amíg nem szólnak neki, hogy ideje volna megkeresni a következő Shen Gong Wut. Clay az őselemek közül a Földet uralja.
- Omi: A „Víz sárkánya”. Omi egy robbanékony ifjú szerzetesnövendék, akinek nagy egója van, de könnyen megszerethető. A Shaolin csapat nem hivatalos vezetője. A templomban élt egész életében; árva. Az őselemek közül a Vizet uralja. Legfőbb célja, hogy újabb Shen Gong Wu-kat találjon és leszámoljon bármilyen ellenséggel, aki akadályozni próbálja őt ebben. Miközben társait oktatja a Shen Gong Wu-k tulajdonságairól és harcművészetekről, ő is mindig tanul tőlük valamit.
- Fung mester: A Shaolin mester, a templom vezetője; a négy sárkány tanítója, aki igen bölcs. Mindig valami fellengzős szöveg kíséretében tanítja az ifjú sárkányokat, amiket saját bevallása szerint a falinaptáráról és a szemhéja belső részéről olvas.
- Dojo Kanojo Cho. A Shen Gong Wu ősi tekercsének őrzője; a méretét változtatni képes misztikus sárkány. Dojo olykor elég bosszantó, szószátyár alak, de képes megérezni a Wu-kat és gyorsan a fellelhetőségi helyszínükre fuvarozni a négyest, úgyhogy rendkívül hasznos (és szerethető) tagja a csapatnak!
- Wuya: Egy gonosz, 1500 éves Heylin boszorkány, akinek a lelkét egy varázsdoboz rabul ejtette, ezért csak szellemként létezik. Wuyát Dashi győzte le egy Saolin leszámolás során. A világuralom és egy új test megszerzéséhez Shen Gong Wuk-ra fáj a foga. Chase Young visszaadta a testét, azonban a varázserejét elvette. Szerinte Raimundo a legjobb szerzetes. Megveti Jacket és tart Chase Young-tól; bárkit támogat, ha érdekei úgy kívánják.
- Jack Spicer: A "gonosz" zsenikölyök, aki kiszabadította Wuya szellemét a mágikus fadobozból. Szerelmes Kimikoba. Jack szereti a technikát és a robotokat, de legfőként a világ fölött szeretne uralkodni. Vörös haja van, és gótikus cuccai. Chase Young a példaképe, de gyakran köt rövid életű szövetségeket másokkal is. A harcban rendkívül ügyetlen, amúgy is eléggé hebehurgya alak, egy igazi lúzer, de ezért is lehet őt szeretni.Nagyon vicces, ahogy folyton beég a tákolmányaival.
- Chase Young: Heylin harcos. Valaha a jók oldalán harcolt, de Babszem Hannibál Roy gonosszá tette.Csak a hatalom és a győzelem érdekli, a Wu-k teljesen hidegen hagyják. Minden vágya, hogy Omit átállítsa a Heylin oldalra, ami átmenetileg sikerül is neki. Annak ellenére, hogy gonosz, a jóság egy cseppnyi szikráját fel lehet fedezni benne, hiszen harc közben becsületes, és mindig megtartja az adott szavát.
- Babszem Hannibal: A legfőbb gonosz, aki bab alakban szokott megjelenni. Ő tette gonosszá Chase Young-ot, amikor megitatta a Lao Mang Long levessel. A Ying Ying madáron szokott utazni. Az Amorf Moby az állandó Shen Gong Wu-ja; ennek segítségével változtatja alakját és méretét.
- Dashi nagymester: Saolin leszámolást vívott Wuyával, és a vesztes Heylin boszorkányt rabul ejtette egy mágikus fadobozba, melyet ő maga készített. Omi rajong érte. Chase Young egykori jóbarátja.

## Mellékszereplők
- Le Mime: Egy néma bohóc akinek hatalma van.
- A chi szörny(ejtsd:csí szörny): A chi szörny a Ying-Yang világban él. Ott csak pusztít, de ha kijut: nem nyugszik amíg vissza nem szerzi a chi-t.
- Katnappe: Egy macskanő, akinek génmanipulált gonosz macskái vannak; Jack-kel harcol, de csak néha tűnik fel, mert nem vágyik a világ uralmára, csak a kényelemre.
- Tubbimura: Egy kövér nindzsa, szintén Jack-kel harcol, és szintén ritkán látjuk.
- Kaméleon robot: Átalakuló robot (bármilyen alakot tud ölteni).
- Jermaine: Afro-amerikai srác, akivel Omi New Yorkban ismerkedik meg. Jól tud kosarazni.
- Bailey papa: Clay apja.
- Mala mala Jong: Bizonyos Shen Gong Wu-k alkotta démon.
- Robot Jack: Jack Spicer robot hasonmása.
- Vlad: Gonosz harcos Oroszországból; egyszer bekerült a templomba a shaolin sárkányok közé, de aztán Jack-kel harcolt.
- Pandabubba: Sötét lelkű pandajelmezbe öltözött maffiavezér-keresztapa, aki tolvajlásra és egyéb alantas dolgokra használja a Shen Gong Wu-kat. Gyakran készít robotokat.
- Küklopsz: Nagy, piros, ostoba egyszemű szörny, Jack teremtménye. Képes használni a Shen Gong Wu-kat.
- Guan szerzetes mester: Egy bölcs tai-chi mester, aki valaha Chase Young barátja volt.
- Sibini: Egy fülbemászó démon, amely Clay-t is megszállta egyszer. A Mozaik Mérleg-be van zárva.
- Raksha: Egy gonosz hóember.
- Dyris: Az utolsó gonosz és szép sellő, aki jól ért a megtévesztéshez. A szárazföldön nagy, csúnya szörnyeteggé változik.
- Klofange : Egy jó sellővadász, ismeri Dyris igazi énjét.
- Jessie Bailey: Clay húga; a „Fekete Viperák” vezetője, amely egy lányokból álló motorosbanda Texasban.
- Gigi: A „Heylin magból” kikelt gonosz növény.
- A paradicsommadár: Misztikus madár.
- Ying-Ying madár: Babszem Hannibál Roy hírvivője.
- Chucky Choo: Egy showman sárkány és szélhámos; Dojo rokona. Általában a tárgyak hamisításával és a viccelődéssel foglalkozik.
- A „jó Jack Spicer”: Ő akkor született, amikor Jack Spicer a Visszafordító Tükör nevű Shen Gong Wu-val ment Yin-Yang világába. Összesen 4 részben létezett. (Az Időről időre rész második felében Jack készített magából még egyet: az egyik Yin-Yang világában maradt, a másik gonosz lett.) A Babszem Hannibál visszatér részben Raimundo egyesítette a jót a gonosszal, és ekkor tűnt el a „jó Jack”.

## Shen Gong Wu
A Shen Gong Wu-k mágikus tárgyak, melyek képesek természetfeletti erőt adni egy harcosnak, ha ő kimondja a nevét. A Shen Gong Wu-ért Saolin leszámolásokat szoktak vívni. Wuyának azért is fáj rájuk a foga, mert elhozhatja velük a tízezer éves sötétséget.

### A Shaolin leszámolás első évadának shen gong wui
- Ájtatosmanó-érme: A használója úgy szökellhet vele, mint egy sáska.
- Kéttonnás tunika: Egy nehéz, de sebezhetetlen páncél. Dashi nagymester védőöltözete volt.
- Dashi szeme: Egy villámokat szóró shen gong wu. Korlátlan energiát tárol.
- Harmadik kéz: Egy öv, ami egy nyúlékony harmadik kezet formáz.
- Tebigong ökle: Egy olyan shen gong wu, amivel mindent tárgyat szét lehet ütni.
- Jet-bakancs: Egy sugárhajtású bakancs, amivel ellen lehet állni a gravitációs erőnek is.
- Majombot: Egy bot: a használóját majommá változtatja. A majomfarokkal jól lehet kapaszkodni; de a használója nehezen tud ellenállni a banánnak. Jack Spicer kedvenc wu-ja.
- Kuszaháló fésűje: ez a wu (ha a használója eléggé koncentrál) egy hálót lő az ellenfelekre, amely szorosan rátekeredik (ha a használó nem koncentrál eléggé, akkor a háló nem ér célba, hanem visszakanyarodik és a használóját köti meg).
- Arany tigriskarmok: Olyan shen gong wu, amivel fel lehet „hasítni” a „valóságot” és a keletkezett résben utazni lehet. Bárhová elviszi használóját.
- Varázs pálcikák/Változó pálcikák: Használatával bármit és bárkit le lehet kicsinyíteni, majd visszaállítani az eredeti méretére. Valamiért azonban az "Omi nagyra vágyik" című epizódban, csak a Visszafordító tükörrel együtt tudják használni.
- A vihar kardja: Egy shen gong wu, ami szelet gerjeszt; használata gyakorlatot igényel.
- Árnyak leple: A lepellel letakarva láthatatlanná válnak a tárgyak és személyek.
- Jong sisakja: Ezzel hátul is van szemed.
- Kilenc sárkány gyűrűje: Használója 2-9 emberré osztódhat, de a szellemi képességei is ilyen arányban felosztódnak.
- Sólyomszem/Sas szeme: Átláthatunk vele a szilárd tárgyakon és a mély vízen, de még a sötétségen is.
- Zafírsárkány: Képes mindent zafírszoborrá, majd a szobrokat szolgálójává tenni. Csak végső esetben használatos, nagyon veszélyes.
- Kígyófarok: A használója szellemként áthatolhat a szilárd tárgyakon és az embereken is.
- Tornami gömbje: Korlátlan mennyiségű vizet bocsáthat ki; amit a gömbbel lehet irányítani. Jeget is képes kibocsátani.
- Hanabi csillaga: Egy shen gong wu, amely tüzet lő ki.
- Lótusz twister: Használója nyúlékony lesz, végtagjait messzire kinyújthatja.
- Saiping nyelve: Általa a használója szót ért az állatokkal.
- Longi sárkány: Egy repülő shen gong wu (egyszemélyes).
- Sun-chi lámpás: Összeolvasztja a használója chi-jét azokéval, akiket a lámpás megvilágít.
- Jong szíve: Képes életet adni bárminek. Benne lakozik Mala Mala Jong lelke.
- Visszafordító tükör: Képes minden shen gong wu tulajdonságát és támadás erejét a visszájára fordítani. A kéttonnás tunika például könnyű lesz.

### A Shaolin leszámolás második évadjának shen gong wui
- Villámcsapás: Egy villámcsapás idejéig fénysebességet kölcsönöz a használójának vagy használóinak (ezt a wut egyszerre több személy is használhatja).
- Ezüst mantaray/Ezüst manta rája: Egy tengeralattjáró vagy repülő wu.
- Kristályszemüveg: Megmutatja a jövőt.
- Wushu sisak: Részletesen megvéd a támadásoktól.
- Tinabi szárnyak: Ezzel a wuval repülni lehet, szivárvány-kondenzcsíkot húz maga után.
- Jisaku kesztyűje: Mindent magához vonz, még a wukat is, mint egy mágnes. A visszafordító tükörrel taszító ereje lesz.
- Villámtövis: Villámsugarat lő.
- Örvös állat járata: Aktiválásakor egy alagútfúró járgánnyá alakul.
- Ju-ju légycsapda: Legyek áramlanak ki belőle, melyek az ellenfelet veszik célba.
- Selyemkilövő: Pókselymet lő ki, és mindenki beleragad, aki hozzáér.
- Az idő homokja: A használója utazhat az időben. Ezt a wut is használhatják többen egyszerre.
- Édes baba köztünk van: Aktiválásakor egy óriási babává alakul, aki pelenkát lő ki magából, így ejti fogságba vagy teszi harcképtelenné az ellenfelet.
- Ramszesz rubintja: Használója tárgyakat, sőt, személyeket is mozgathat vele.
- Gondolatolvasó kagyló: Ha a használója a füléhez rakja, hallja mások gondolatait.
- Félelem árnyéka: Életre kelti az ellenfél legnagyobb félelmét.
- Kuporgó puma: Egy jármű, mely a dzsungelben való közlekedésre alkalmas leginkább.
- Lasszó boa-boa: Aktiválásakor csontroppantó kígyólasszóvá alakul.
- Monszunszandál: Használója lábait több kilométerre megnyújtja, így nagy távolságokat gyorsan megtehet vele, ám könnyet elvesztheti az egyensúlyát.
- Mozaikmérleg: Törékeny wu, Kimiko eltörte. Egy Sibini nevű gonosz lakik benne. Kombinálható a fejedelmi szárnyakkal.
- Fejedelmi szárnyak: A mozaikmérleg testvér shen gong wuja, felülmérhetetlen erőt ad. Ha Sibini megszáll valakit, és megszerzi a mozaikmérleget, majd kombinálja a fejedelmi szárnyakkal, nem lesz szüksége annak a testére, akit megszállt – ő maga is testet ölt.
- Hold medál: Ezzel a wuval tetszés szerint mozgatható a Hold.
- Hamachi kopoltyúja: Használója a halak képességeivel bír, és külsőre is halhoz lesz hasonlatossá.
- Fekete bogár: Egy kitinpáncél, amely megvéd a hőtől.
- Yun gömbje: Bárkit foglyul ejt egy gömbben. Aki a Gömb rabja, annak birtokai a Gömb birtokosának tulajdonai lesznek.
- Császár skorpió: Ezzel a shen gong wuval az összes többi wut irányítani lehet.
- Zing-zom csont: Bárkit zombivá változtat, nagyon veszélyes shen gong wu.
- Wui forrása: Ezzel a wuval mindent tudni lehet, ám használója feje fel is robbanhat a túl sok tudástól, meg össze-vissza is beszélhet. Egyesítve a sasszkóppal a tulajdonos úrrá lehet a tudáson.
- Sasszkóp: A legjobb távcső.
- Holdkő sáska: Sáskák repülnek ki belőle amik megeszik a növényeket(Gigi elpusztítására is ezt a wut használja Raimundo).
- Shen-Ga-Roo: Egy kenguruszerű, ugráló jármű.
- Wushan gejzír: Használója kitörölhet bármit bárkinek a memóriájából, akár több személyéből is.
- Cseles vadász: Ez a wu mindenkit megőrít (átmenetileg).
- Mandzsúriai légy: Használóját léggyé változtatja.Az egyén szellemi képességei megmaradnak viszont ellenállhatatlan vágyat fog érezni a cukor iránt…
- Arany ujjak: Megfagyaszt, megbénít mindent.
- Hodoku egér: Meg nem történtté teszi azt, ami már megtörtént.
- Ying jojó: Használója a Ying-Yang világba utazhat, de ha nem kombinálja a Yang jojóval, azaz nem egyszerre használja a kettőt, és úgy távozik a Ying-Yang világba, visszatértekor gonosz lesz, mert a jó chi-jét abban a világban hagyja.
- Yang jojó: A Ying jojó párja. Használója szintén a Ying-Yang világba utazhat, a kombináció szükségessége ugyanúgy érvényes, mert ha csak ezt a jojót használja, visszatértekor jó lesz, mert gonosz chi-jét hagyja a Ying-Yang világban.

### A Shaolin leszámolás harmadik évadjának shen gong wui
- Amorf Moby: Egy shen gong wu, ami képes átalakítani a használóját akármivé. (pl.: kicsivé, naggyá, ötkarúvá, egyszeművé, stb.)
- Rió riverzó: Mindent visszaalakít az eredeti formájába.
- Fürge lábak: Használója nagyon sebesen haladhat.
- Árnyékszelő: Hologramot hoz létre, mely félrevezeti az ellenfelet.
- Kuzusu atom: Egy shen gong wu, ami mindent elpusztít, nagyon veszélyes. A kuzusu japánul azt jelenti, hogy megsemmisít.
- Denshi nyuszi: Használója árammá válik.
- Hangyák a gatyában: Hangyazáport zúdít az ellenfél gatyájába.
- Ágyúgolyó-kilövő: Használóját vagy használóit kilövi, mint egy ágyúgolyót.
- Mikádókar: Egy kevésbé ismert wu, ami használóját nagyon erős felsőtesttel ruházza fel. A mikado japánul császárt jelent.
- Kaidzsin talizmán: A víz Wudai shen gong wuja. Képessége: irányítani a vizet, és kombinálható a Shima Bottal. Befedi Omi karját. Érdekesség: a kai szó azt jelenti, hogy óceán, a dzsin egy isten; vagyis a Kaijin óceánistent jelent.
- Dracko macskaszeme: A tűz Wudai shen gong wuja. Képessége: irányítani a tüzet, és kombinálható a Nyilak záporával. Befedi Kimiko karját. Érdekesség: mivel a dracko szó sárkányt jelent, a dracko macskaszeme sárkány macskaszemét jelenti.
- Kondor sisak: A szél Wudai shen gong wuja. Képessége: irányítani a szelet, és kombinálható a Csillagköd pengéjével. Befedi Raimundo karját.
- Taurus szarva: A föld Wudai shen gong wuja. Képességei: irányítani a földet, és kombinálható a Nagy becsapódó meteorral. Befedi Clay karját. A taurus a Bika csillagkép latin neve, a szó maga bikát jelent.

## Shaolin rangok
- Shaolin szerzetes: Minden harcos ezen a szinten indít.
- Shaolin növendék: Itt már erősebb támadásokat, ún. Sárkány formációkat használnak, és harcos ruhát öltenek.
- Wudai harcos: Ez a következő szint. Még erősebb támadások és formációk.
- Shoku harcos: Erről a szintről keveset tudunk, mert ezt a sorozat befejező részének végén érte el Raimundo.
- Shaolin mester: ez Fung mester szintje. Itt inkább a meditációt részesítik előnyben, de azért itt is vannak harci mozdulatok erős fogásokkal.
- Szerzetes mester: ez Guan szintje, itt használnak a harcosok tai chi-t. Nagyon erős támadásokat használnak ezen a szinten. (Az utolsó részben lehet látni nagyon erős fogásokat Guan-tól.)
- Shaolin sárkány nagymester: Ez Dashi mester szintje. Itt Dashi már szinte legyőzhetetlen. Varázsdobozt készíthet az, aki eléri ezt a szintet.

## Más varázserejű tárgyak és jelenségek a Shen Gong Wu-k mellett

### A Shen Gong Wu ősi tekercse
Ez a tekercs képes egy kis animációval megmutatni, mit csinál a Shen Gong Wu. 1500 évig Dojo, a sárkány őrizte. Ezenkívül sok érdekes történetet is tartalmaz.

### Varázs fadoboz
Egy kis kavics Dashi kezében, egy varázsdoboz, ami képes bárkit foglyul ejteni. Dashi nagymester két dobozt készített: egyszer 1500 évvel ezelőtt, hogy rabul ejtse Wuyát. Utána Omi visszautaztott a múltba, és kért egy másikat, amit Raimundo nyitott ki, hogy újra rabul ejtse Wuyát. Dashi azt mondta, csak a megfelelő ember kezében, a megfelelő időben nyílik ki.

### Guan lándzsa
Ez Guan szerzetesmester saját fegyvere; még „gonoszként” is használta. Végül Ominak és Raimundónak is adott egyet. Egy „egész szobányi” létezik belőle, legalább 384 darab. (A 384.-est kapta Raimundo)

### Lao Mang leves
Ez a leves képes örök fiatalságot adni a Heylin oldalon. Babszem Hannibal szokta adni a szövetségeseinek. Chase Young így lett gonosz; és félig sárkány. Guant pedig rovarrá változtatta. Receptje: egy kis búzafű, egy evőkanálnyi só, szárított varangyosbéka és egy darab élő sárkány. Chase-nek rendszeresen kell a levest ennie; azért szüksége lenne Dojóra. (A sárkány kínaiul: long.)

### Le Mime trükkjei
Le Mime-nek, a néma bohócnak pantomimos trükkjei vannak. Jack kérte meg, hogy dolgozzon neki az „˝Egyszerű megoldások” részben, de csak a trükkjei miatt. Az ügyessége Wuyának tűnt fel.

### Heylin üstökös
Mágikus üstökös: ameddig nem halad el (3 napig), addig nem szabad Shen Gong Wu-t használni. Raimundo azonban használta, de a mágikus tárgyak rátapadtak, fölébe kerekedtek, és Shen Gong Wu szörny lett belőle.

### Heylin mag
A templom üvegházában egy Buddha-szobor alatti titkos helyen, egy ládában egy mag van; amit ha víz, levegő vagy föld éri, gonosz növényé változik. Jack „Gigi”-nek nevezte el a szörny-növényt. (Gigi rövid leírása a mellékszereplőknél.) Majdnem elpusztította a világot; csak a „Holdkő-sáska” Shen Gong Wu képes legyőzni.

### Heylin napfogyatkozás
Ebben az időszakban gyenge a „heylin erő”. Chase Young nagyon gyenge lesz, és a gonosz dzsungelmacskái (akik legyőzött harcosok) mély álomba merülnek.

### Zöld majmok éve
Egy év, amiben erősebb a majmok ereje, ezért Chase azt parancsolta Jacknek, hogy irányítsa (a „Majombot”tal és a „Sai-ping Nyelvé”vel) a majomhadsereget a Shaolin templomra.

### A paradicsommadár
A paradicsommadár egy misztikus lény, aki először öreg néniként mutatkozik meg, aki nem nagyon tud énekelni. Hosszú az út hozzá, de ha elérik, megajándékozza a Shaolinokat belső hatalommal.
A madárhozvezető utat egy levél mutatja. Ha vízre teszik, iránytűként használható a paradicsommadárhoz. Az út második részén a Tűzokádó mókus őrzi az utat. Ez Omi-nak rémálom, mert fél a mókusoktól.

### Ying-Yang madár
Babszem Hannibal Roy madara. Ez a lény képes ki-be utazgatni Ying-Yang világából. A szeme „videokamera”-ként felvesz és kivetít képeket. Ha akarja, papagájá változik. (Rövid leírás a mellékszereplők közt.)

### A vak kardforgató kincse
A Wudai fegyverek után mutatkozik meg. Ha öt mozdulattal legyőzzük az őrt; az átadja a kincsesládát. Hasonlít egy dzsinnhez; ha a ládát kinyitják és erősen koncentrálnak, előjön a vak kardforgató szelleme, aki bármely kívánságot teljesít. Egyébként ezt is Shen Gong Wu-ként használják.

### Wudai fegyverek
- Omi – Shima-bot: Egy bot, ami képes átváltozni akármilyen fegyverré.
- Kimiko – Nyilak Zápora: Egy táskaszerűségben lévő „aranymadarak”. Eldobáskor fellángolnak és amihez a lángjuk hozzáér, az felrobban. A madarakat egyesítve egy nagy főnix is létrehozható.
- Raimundo – Csillagköd Pengéje: Hasonlít a Vihar Kardjára, ám ez nuncsakuvá változik, amivel az ellenfél körültekerhető, vagy tornádó kavarható vele.
- Clay – Nagy Becsapódó Meteor: Egy bronzszínű bumeráng, ami eldobva pengeéles lesz.

## Gyakori helyszínek

### Első évad
Saolintemplom
- A Shaolin Templomban élnek a Shaolinok. A pincében tartják a Shen Gong Wu-kat (ősi, varázserővel bíró tárgyak). Dojo, a sárkány a Shen Gong Wu-k ősi tekercsének őrzője, aki szintén itt él. Körülbelül Dashi nagy mester korában építették, vagyis 1500 évvel ezelőtt.
- Kis üvegház: A Templomnak van egy kis kertje is, ahol a Shaoliok növényt nevelnek. Ebben a kertben egy Buddha-szobor áll, ami egy kapu a titkos pincébe, ahol a Heylin magot tartják egy ládában.

Jack Spicer háza
A sorozat egyik főszereplőjének, a Shaolinok ellenségének, Jack Spicer otthona, amiben egy sereg robotot (Jack botot, és néha különleges külsejű robotokat) tart. A Shaolinok mindig nehéznek gondolják, miképp törjenek be a házba, pedig általában könnyű. A Shaolin harcosok ettől függetlenül ritkán törnek be a házba – ellentétben Jackkel –, csak amikor vissza akarnak szerezni egy Shen Gong Wu-t.
Texas
- A Farm-on élt Clay Bailey, amíg a Shaolin Templomba nem ment. De egyszer apja visszahívta, bár Clay nem akart menni, és így egész rész ott zajlott a farmon.
- A Fekete Viperák otthona: Ott lakik a Fekete Viperák nevű banda, aminek vezetője Clay húga, Jessie Bailey.

### Második évad
Chase fellegvára
Ez egy óriási építmény, melyben Chase és nagymacskái – melyek elbukott harcosok – élnek. Nehéz bejutni ebbe az erődbe, és Chase mindig ura a helyzetnek, akkor is, ha nem számított a betörésre. Ez a hely egy gyönyörű kastély vízesésekkel!

### Harmadik évad
Tai chi templom
Fung mester oda küldte egy ideig tanulni a Shaolinokat. Kereken három részig tanultak ott Guan szerzetes mestertől. Hasonlít a Shaolin Templomra, ennek is van titkos Shen Gong Wu pincéje.

## Magyar változat
A szinkront a VoxTrade Media Rt. készítette.
- Magyar szöveg: Nagy Gabi
- Hangmérnök és vágó: Traub Gyula
- Gyártásvezető: Kasznárné Nagy Éva
- Szinkronrendező: Rehorovszky Béla, Vági Tibor
- Felolvasó: Bordi András

### Magyar hangok
- Bicskey Lukács – Vlad (33-39. rész)
- Bódy Gergely – Jack Spicer
- Bolla Róbert – Guan szerzetes mester (24. rész), Küklopsz
- Breyer Zoltán – Gigi
- Csík Csaba Krisztián – Dashi nagymester
- Elek Ferenc – Tubbimura (2. évad)
- Heisz Krisztián – Jermaine (9. rész)
- ifj. Jászai László – PandaBubba
- Jelinek Márk – Omi
- Konrád Antal – Bailey papa
- Maday Gábor – Guan szerzetes mester (3. évad)
- Mánya Zsófia – Kimiko
- Molnár Levente – Raimundo
- Moser Károly – Chase Young
- Némedi Mari – Wuya
- Németh Gábor – Babszem Hannibal Roy, Vlad (17. rész)
- Pálfai Péter – Dojo
- Roatis Andrea – Katnappé
- Seder Gábor – Clay
- Seszták Szabolcs – Chucky
- Szokolay Ottó – Fung mester
- Szűcs Sándor – Tubbimura (1. évad)
- Szvetlov Balázs – Jermaine (36. rész)